# Ascogaster canadensis
Ascogaster canadensis är en stekelart som beskrevs av Shaw 1983. Ascogaster canadensis ingår i släktet Ascogaster och familjen bracksteklar. Inga underarter finns listade.